# Sultan Sooud Al-Qassemi
Sultan Sooud Al-Qassemi (en arabe : سلطان سعود القاسمي) est un professeur, chroniqueur et collectioneur d'art émirati. Fondateur de la Barjeel Art Foundation (en) qui possède plus de 2 000 œuvres, en grande partie d'artistes des pays arabes, il est l'une des personnalités les plus influentes de l'art arabe.

## Biographie
Sultan Sooud Al-Qassemi naît le 1er janvier 1978 aux Émirats arabes unis dans la famille Al-Qassemi, famille régnante de l'émirat de Charjah. Il commence son éducation aux Émirats puis vient à Paris en 1996 pour étudier à l'American University of Paris. Il commence à visiter des expositions et des galeries d'art à la fin des années 1990 et achète sa première œuvre, un tableau de l'artiste émirati Abdulqader al Rais (en), en 2002.
En 2010, Al-Qassemi crée la Barjeel Art Foundation (en), une fondation dont la mission est de gérer, promouvoir et exposer sa collection d'art arabe moderne et contemporain pour contribuer au développement des arts dans le monde arabe. En 2018, une centaine d'œuvres sont exposées en collection permanente au Sharjah Art Museum (en).
En 2011, pendant le printemps arabe, Al-Qassemi couvre les révolutions en Tunisie et en Égypte sur son compte Twitter. Il tweete principalement en anglais, traduisant rapidement de l'arabe, ce qui lui permet d'accéder à une notoriété rapide : en quelques semaines, sa chaîne gagne plusieurs dizaines de milliers d'abonnés et Time la classe parmi les 140 meilleures chaînes de 2011. En 2017, il compte plus d'un demi-million d'abonnés.
Al-Qassemi a été chroniqueur pour de nombreux journaux dont The Guardian et The New York Times. En parallèle de sa fondation pour la promotion de l'art du monde arabe, et notamment du Golfe, il s'engage pour améliorer la représentation de la région dans la presse internationale. Son article présentant les grandes villes du Golfe comme les nouveaux épicentres du monde arabe a suscité de nombreuses réactions. Sa position en faveur de la création d'un processus de naturalisation pour obtenir la citoyenneté émiratie lui a également valu des critiques.
À partir de 2016, Al-Qassemi enseigne en tant que professeur vacataire dans plusieurs universités, dont NYU, Yale, Georgetown, Harvard, Boston College, Columbia et Sciences Po, ainsi que son alma mater de l'American University of Paris.